# Пушкарић
Пушкарић је српско и хрватско презиме.
То је треће презиме по учесталости у Карловачкој жупанији у Хрватској.
Познате особе са овим презименом су:
- Дарко Пушкарић (рођен 1985), српски фудбалер